# 機能性材料
機能性材料(きのうせいざいりょう)又は機能性素材(きのうせいそざい)とは、従来の素材では困難だった機能を有する材料のこと。

## 概要
従来の材料にはない外部からの熱、光、力等の物理的、或いはガス等の化学的な入力に対して能動的に応答する機能を有する材料。
具体的には温度が高まると電気抵抗が変化する感温性セラミックス、感温性樹脂、外部からの光の照射により色が変化するフォトクロミズム、温度によって色が変化するサーモクロミズム、衝撃を加えると電圧を発生する圧電セラミックス、光を照射すると発電する半導体、加熱すると変形する形状記憶合金等、多岐にわたる。またセンシングデバイスとしての用途も多くある。また、スマートマテリアルとしての概念も内包する。

## 主な機能性材料
- 形状記憶合金
- 圧電性セラミックス
- 熱電変換素子
- フォトクロミック
- サーモクロミック
- 感温性セラミックス
- 感温性樹脂

## 主な機能性材料の応用例
- 温度調節器
- 温度センサ
- 点火装置(圧電性セラミックス)
- 温度計(サーモクロミック)
- 調光ガラス
- 電気カーペット(感温性樹脂)
- 発電(太陽電池)
- 静電容量センサ